# Клапанный распределитель

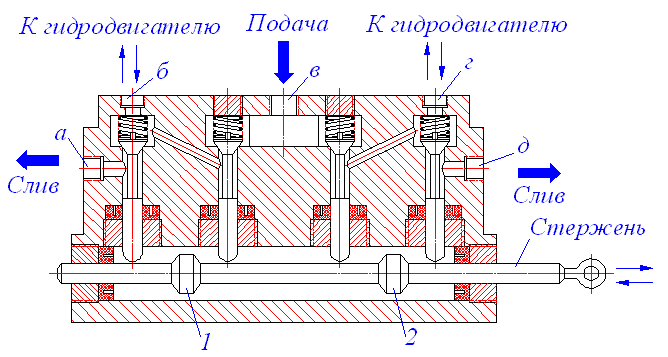
Конструктивная схема клапанного распределителя

Кла́панный распредели́тель — гидравлический распределитель, в котором перенаправление потоков жидкости осуществляется за счёт открытия и закрытия клапанов (клапанной системы распределения).

## Принцип работы
При необходимости перенаправить потоки жидкости оператор перемещает ручку управления, которая связана кинематической связью с кольцом стержня (см. рисунок). При перемещении стержня выступы 1 и 2 открывают ту или иную пару клапанов, благодаря чему осуществляется перенаправление потоков жидкости. Подача жидкости от насоса осуществляется через канал в, а слив жидкости в гидробак осуществляется по каналам либо а, либо д. Жидкость поступает к гидродвигателям или сливается от них (в зависимости от положения стержня) по каналу либо б, либо г.
Конструктивно управление движением стержня можно осуществить не только ручным способом, но и электрическим, гидравлическим или электрогидравлическим.
Известны также конструкции распределителей, в которых открытие и закрытие клапанов осуществляется за счёт поворота кулачков, установленных на стержне 1.

## Преимущества и недостатки
Клапанные гидрораспределители по сравнению с золотниковыми распределителями способны работать при намного больших давлениях рабочей жидкости. Если у золотниковых распределителей номинальные давления ограничены величиной 32 МПа, то для клапанных распределителей давления в 80 МПа не являются пределом.
Однако клапанные распределители при тех же самых расходах жидкости более громоздки и значительно больше по массе, чем золотниковые. Кроме того, клапаны обладают резкой посадкой на седло, и это свойство может приводить к возникновению гидроударов. Поэтому клапанные распределители затруднительно использовать в гидросистемах с большой инерцией движущихся масс.